# Résolution 1419 du Conseil de sécurité des Nations unies
Membres permanents
- Chine
- États-Unis
- France
- Royaume-Uni
- Russie

Membres non permanents
- Bulgarie
- Cameroun
- Colombie
- Guinée
- Irlande
- Mexique
- Maurice
- Norvège
- Singapour
- Syrie

Résolution no 1418 Résolution no 1420
La résolution 1419 du Conseil de sécurité des Nations unies a été  adoptée à l'unanimité le 26 juin 2002. Après avoir réaffirmé toutes les résolutions sur la situation en Afghanistan, en particulier la résolution 1383 (de 2001) et les résolutions 1368 (de 2001) et 1373 (de 2001) sur le terrorisme, le Conseil a félicité le pays pour la conduite réussie d'une loya jirga d'urgence et a appelé à la coopération du peuple afghan avec l'État transitoire islamique d'Afghanistan.
Le Conseil de sécurité a réaffirmé son soutien à l’Accord de Bonn et son engagement d’aider le peuple afghan à apporter la stabilité et la paix dans le pays et le respect des droits de l’homme. Il s'est félicité de la tenue d'une loya jirga d'urgence du 11 au 19 juin 2002 et a noté la forte participation des femmes. En outre, il a encouragé le peuple afghan à déterminer son propre avenir politique, s'est félicité de l'élection de Hamid Karzai à la tête de l'État et de la mise en place de l'Autorité de transition. Tous les groupes afghans ont été instamment priés de coopérer avec la nouvelle autorité et le Conseil à demande à l’Autorité de transition de s’appuyer sur les efforts de l’Administration intérimaire en ce qui concerne les femmes et les filles, l’éducation des enfants et d’éradiquer la culture annuelle du pavot .
La résolution salue les efforts déployés par les Nations unies pour soutenir le rôle du peuple afghan, de la Mission d'assistance des Nations unies en Afghanistan, du représentant spécial du Secrétaire général Lakhdar Brahimi et de la Force internationale d'assistance et de sécurité pour la création d'un environnement sûr. Il a appelé à un soutien et une assistance internationaux accrus du processus afghan et au grand nombre de réfugiés afghans et de personnes déplacées à l'intérieur du pays.